# 納米比亞農業
納米比亞農業，只佔國內生產總值的5％左右，但納米比亞有25％至40％食物依靠自給農業和畜牧業。初級農產品包括畜牲和肉類產品，種植業和林業。
納米比亞只有2％的土地獲得充足的降雨量來種植農作物。由於所有內陸河流都是季節性的，只有在奧蘭治河，庫內納河和奧卡萬戈河河谷的邊界才能進行灌溉。
截至2010年，農業，水利和林業部長是約翰·穆圖瓦。該部經營著許多半國營企業，包括納米比亞水力公司。雖然納米比亞的農業（不包括捕魚業）在2004年至2009年期間只貢獻了納米比亞國內生產總值的5％至6％，但納米比亞很大比例的人口仍依賴於農業生產活動，主要是生計行業。動物產品，活體動物和作物出口大約佔納米比亞出口總額的10.7％。政府鼓勵採購本地農產品，水果，蔬菜和其他農作物，零售商必須向當地農民購買27.5％的產品作庫存。
在主要以白人為主的納米比亞商業部門，農業主要是畜牧業。納米比亞大約有4000家商業農場，其中3000家是白人所有。中部和北部地區以養牛為主，卡拉库尔绵羊和山羊養殖集中在較乾旱的南部地區。自給農業主要限於北方的人口稠密的“公共土地”，在那裡漫遊的牛群很普遍，納米比亞的主要農作物是小米，高粱，玉米和花生。在南方乾旱地區的奧蘭治河上的葡萄正在成為一種越來越重要的商業作物，並成為季節性勞動力的重要雇主。